# Хаджидер (река)
Хаджидер (рум. Hagider, укр. Хаджидер) — река в Одесской области Украины и Молдавии. Длина — 93 км, площадь водосбора — 894 км² Хаджидер берёт исток на южных склонах Подольской возвышенности между молдавскими городами Штефан-Водэ и Слободзея, протекает по территории Белгород-Днестровского района Одесской области. Впадает в озеро-лиман Хаджидер. Долина шириной до 2-4 км, её склоны расчленены балками и оврагами. Пойма шириной до 600 м. Русло извилистое.
Крупнейшие приток Хаджидера — Каплань (лв.) и Балакчеля (пр.). Возле слияния Хаджидера и Каплани, вблизи села Успеновка создано небольшое водохранилище.